# Râul Bistra Mare
Râul Bistra Mare este unul din brațele care formează râul Bistra. 

### Harți
- Harta Munții Hășmaș  Arhivat în 26 iunie 2008, la Wayback Machine.
- Harta Munții Ceahlău  Arhivat în 28 iunie 2008, la Wayback Machine.